# Carl Meurling (präst)
Carl Meurling, född 13 maj 1787 i Kristdala församling, Kalmar län, död 12 juli 1873 i Kristdala församling, Kalmar län, var en svensk präst.

## Biografi
Meurling föddes 1787 i Kristdala församling. Han var son till kyrkoherden Pehr Meurling och Fredrika Törner. Meurling blev 1806 student vid Uppsala universitet och avlade 1809 magisterexamen vid universitetet. Han prästvigdes 1813 och blev domesticus hos biskopen Carl von Rosenstein. År 1813 blev han vikarierande bibliotekarie på Linköpings stiftsbibliotek, samma år blev han även ordinarie. Meurling var vikarierande lektor i historia vid Katedralskolan, Linköping under urtima riksdagen 1817–1818. Han var parentator vid prästmötet 1820 och blev 1827 kyrkoherde i Kristdala församling. År 1833 blev han prost. Meurling avled 1873 i Kristdala församling.
Meurling var ledamot av Linköpings stifts bibelsällskap.

### Familj
Meurling gifte sig med Elisabeth Petersson. Hon var dotter till kyrkoherden Peter Eric Petersson och Margareta Nygren i Varvs församling. De fick tillsammans barnen Carl Arthur Meurling (1831–1836), Alfhild Maria Christina Meurling (född 1832), Tilia Hermione Meurling (född 1837), Anthelia Theolnika Meurling (född 1839), Erika Antholithos Estotelos (född 1841) och Nansi Televild Meurling (född 1844).